# Форельна (печера)
Печера Форельна розташована в  Абхазії , в  Гудаутському районі , на південному схилі західної частини  Бзибського масиву. Протяжність 1500 м, проективна довжина 1000 м, глибина −740 м, площа 2000 м², об'єм 33000 м³, висота входу 1840 м. Входи розташовані на схилі, вище межі лісу, перший — у карстовій воронці, другий — у скельному виступі.

## Складнощі проходження печери
Категорія складності 4Б.

## Опис печери
Шахта починається широким колодязем, за яким чергуються похилі ходи і колодязі 20-40 м завглибшки. З глибини близько −200 м, де шахта з'єднується з більш великим припливом, починається протяжний похилий хід, що слідує на південь, а потім на південний схід. На позначці −235 м починається каскадна ділянка, в межах якої серія великих відважувань (до 130 м) приводить на глибину −620 м. При цьому шахта входить до розломної зони північно-східного простягання, якою контролюється нижня частина порожнини. Вона представлена вузьким похилим ходом з невеликими уступами, приймаючим приплив, пройдений вгору до непрохідної щілини (-630 м). Основний хід закінчується завалом на глибині −740 м.
Шахта закладена в верхнеюрских вапняках, в південному крилі антикліналі. Відзначені зони тектонічного дроблення, дзеркала ковзання, особливо у внутрішній каскадній ділянці. У шахті широко розвинені обвально-гравітаційні відкладення є рясні відкладення глини. Натічні утворення рідкісні. Вхід у шахту є поглинаючим понором. Підземний потік приймає ряд приток і меженна (взимку) витрата до кінця порожнини становить 5 л/с. Передбачається зв'язок з джерелом  Мчішта. Похилі ходи рясніють вузькістями.

## Історія дослідження
Відкрита московськими спелеологами в 1983 р. і пройдена до позначки −235 м в лютому 1984 р. (кер. Є. Снєтков). У серпні 1984 р. експедиція московських і красноярських спелеологів дослідила шахту до глибини −650 м (керівники І. Йорданський, Т. Міненко). У листопаді того ж року красноярські спелеологи досягли позначки −730 м (кер. В. Плотніков). У лютому 1985 р. московська група (кер. Є. Снєтков) поглибила порожнину до −740 м і виконала її топозйомку.